# Климовський Богдан Дмитрович
Богдан Дмитрович Климовський (27 квітня 1910, Тернопіль — 31 березня 1991, Канада) — український філософ, публіцист. Брат Ярослава Климовського та Романа Климовського.

## Життєпис
Закінчив Тернопільську гімназію (1929), студіював риторику та філософію у отців Василіян (с. Крехів, нині Жовківського району Львівської області). Викладав у Місійному інституті отців Василіян у м. Бучач (нині Тернопільська область).
Вивчав 1936—1939 теологію. Під час Другої світової війни читав лекції з німецької мови у Кракові, таборах українських робітників у Німеччині. Працював в Українському центрі комітеті уповноваженим у справах українських робітників у Берліні, Кілі, Шверіні, Ессені та Бохумі. Заарештований ґестапо, врятувався від розстрілу та концтабору.
Від 1947 — у Великій Британії, від 1952 — у Канаді. Працював робітником, у шпиталях м. Монреаль (провінція Квебек). Понад 30 років укладав словник української літературної мови.

## Доробок
Автор низки публікацій у пресі, психологічно-теолічних праць «Дискурси на тему: Життя після життя». Редактор журналу «Патріярхат». Голова Ради за патріархат. Співав у хорі «Україна».